# William Heffelfinger
William "Pudge" Walter Heffelfinger (20 de dezembro de 1867 – 2 de abril de 1954) foi um desportista profissional dos Estados Unidos, notório por sua carreira como jogador e treinador de futebol americano. Ele é considerado o primeiro atleta a praticar este esporte profissionalmente.